# Elezioni parlamentari in Iraq del 1989
Le elezioni parlamentari in Iraq del 1989 si tennero il 1º aprile; inizialmente previste per il 31 agosto 1988, erano state posticipate a causa della guerra Iran-Iraq. In totale vi furono 921 candidati e il Partito Ba'th ottenne 207 seggi su 250.

## Risultati
| Liste         | Voti      | %    | Seggi | +/− |
| ------------- | --------- | ---- | ----- | --- |
| Partito Ba'th | 5.937.588 | 82,8 | 207   | +24 |
| Indipendenti  | 1.233.412 | 17,2 | 43    | −24 |
| Totale        | 7.171.000 | 100  | 250   |     |
| Fonte: IPU    |           |      |       |     |